# 科技大學 (臺灣學制)
科技大學，簡稱科大，是臺灣高等技職教育的學制之一，主要學制為技術型高級中等學校（技術型高中）考試後錄取的四年制技術學院（簡稱四技），另一體系則是自國中畢業可就讀的五年制專科學校（簡稱五專），另外還有二年制技術學院（簡稱二技）供專科生就讀、及附設二年制專科學校（簡稱二專）供技術型高中生就讀，但目前僅有少部分學校設置。多數科大亦可設置研究所，培育碩士及博士等高等研究人才。科技大學的校名英語譯名多使用或，部分學校則直接使用大學的英文名稱。

## 課程目標
建立技術及職業教育（以下簡稱技職教育）人才培育制度，培養國人正確職業觀念，落實技職教育務實致用特色，培育各行業人才。

## 歷史
- 1995年，教育部訂頒「績優專校改制技術學院附設專科部申請辦法」，鼓勵各辦學績優之專科學校改制技術學院，再改名科技大學。
- 1997年，臺灣第一批科技大學正式亮相，為國立臺灣科技大學、國立雲林科技大學、朝陽科技大學、國立臺北科技大學、國立屏東科技大學等五間科技大學。其中「國立臺灣科技大學」、「國立雲林科技大學」、「朝陽科技大學」為高等技術學院改名而稱而非專科升格，國立臺北科技大學、國立屏東科技大學則由原有的專科學校體制升格技術學院後改名。
- 1998年，國立高雄技術學院改名國立高雄第一科技大學，成為臺灣公私立科技大學中第一間加上飾名者。
- 1999年，南臺技術學院改名南臺科技大學。
- 2000年，嘉南藥理學院、崑山技術學院及樹德技術學院改名科技大學；國立高雄科學技術學院改名國立高雄應用科技大學。
- 2001年，龍華技術學院改名科技大學。
- 2002年，輔英技術學院及明新技術學院改名科技大學。
- 2003年，清雲技術學院、正修技術學院及弘光技術學院改名科技大學。國立宜蘭技術學院改名「國立宜蘭大學」，國立聯合技術學院改名「國立聯合大學」，兩校雖從技職體系改為普通大學，但仍有招收技職體系畢業生。
- 2004年，國立高雄海洋技術學院、國立虎尾技術學院、明志技術學院、建國技術學院及萬能技術學院改名科技大學。
- 2005年，國立澎湖技術學院、嶺東技術學院、中國技術學院、中臺醫護技術學院、大仁技術學院及聖約翰技術學院改名科技大學。
- 2006年，元培科學技術學院、台南女子技術學院及遠東技術學院改名科技大學。德明技術學院改名德明財經科技大學，成為臺灣第一間加上飾名的私立科技大學。
- 2007年，國立勤益技術學院、東南技術學院及景文技術學院改名科技大學。中華醫事學院改名中華醫事科技大學，成為臺灣第二間加上飾名的私立科技大學。
- 2008年，南開技術學院改名科技大學。
- 2009年，僑光技術學院、中華技術學院改名科技大學。育達商業技術學院改名育達商業科技大學，成為臺灣第三間加上飾名的私立科技大學。
- 2010年，國立高雄餐旅學院改名國立高雄餐旅大學、國立臺北護理學院改名國立臺北護理健康大學，成為臺灣第一與第二間校名中不含科技二字的國立科技大學。同年，吳鳳技術學院、環球技術學院及美和技術學院改名科技大學。台南科技大學在與南臺科技大學的校名官司中敗訴而改名台南應用科技大學，成為臺灣第四間加上飾名的私立科技大學；國立金門技術學院改名「國立金門大學」，改制為普通大學。
- 2011年，修平技術學院、中州技術學院、長庚技術學院改名科技大學。國立臺中技術學院改名為國立臺中科技大學，隨後與國立臺中護理專科學校合併，校名仍稱「國立臺中科技大學」。
- 2012年，北台灣科學技術學院改名臺北城市科技大學，成為臺灣第五間加上飾名的私立科技大學。大華技術學院與醒吾技術學院改名科技大學。清雲科技大學復名健行科技大學。
- 2013年，南榮技術學院改名科技大學；育達商業科技大學更名育達科技大學，去除商業二字飾名。文藻外語學院改名文藻外語大學，是臺灣第一間校名中不含科技二字的私立科技大學，同時也是第六間加上飾名的私立科技大學。
- 2014年，國立臺北商業技術學院改名國立臺北商業大學，成為臺灣第三間校名中不含科技二字的國立科技大學。華夏技術學院改名科技大學。嘉南藥理科技大學去除校名中的科技二字，為臺灣第二間校名中不含科技二字的私立科技大學。元培科技大學更名元培醫事科技大學，是第七間加上飾名的私立科技大學。
- 2014年，《技術及職業教育法》三讀通過，明定技專校院在國家技職教育中的角色定位及責任。[1]
- 2015年，慈濟技術學院及致理技術學院改名科技大學。
- 2017年，德霖技術學院改名宏國德霖科技大學。台北海洋技術學院改名台北海洋科技大學，崇右技術學院改名崇右影藝科技大學，分別為第八、九間加上飾名的私立科技大學。 東方設計學院改名東方設計大學，為臺灣第三間校名中不含科技二字的私立科技大學。
- 2018年，國立高雄第一科技大學、國立高雄應用科技大學、國立高雄海洋科技大學合併為國立高雄科技大學，成為臺灣第一間三校合併的國立科技大學。
- 2020年，亞東技術學院及黎明技術學院申請改名科技大學，經國管理暨健康學院申請改名經國管理健康大學，但均未獲准。
- 2021年，亞東技術學院改名亞東科技大學。

## 學制
分為學士學位班、碩士學位班及博士學位班。
- 學士學位班
  - 學士後：招收（大學、科技大學）畢業生，不接受同等學歷（力）畢業考生入學，限制必須具學士畢業生(含應屆畢業生)考生報考。修業為期一至二年，修業期滿成績及格者，可取得第二學位專業學士後學位學程學士學位證書。
  - 四技：招收高職、高中、綜合高中畢業生或具同等學歷（力）考生入學，修業為期四年，修業期滿成績及格者，可取得學士學位證書。
  - 二技：招收專科學校（五專、二專）畢業生或具同等學歷（力）考生入學，修業為期二年，修業期滿成績及格者，可取得學士學位證書。

- 碩士學位班：招收大學校院及技術學院畢業生或具同等學力考生入學，修業期限一至四年。應修學分數（不含碩士論文學分）24學分以上。修畢應修課程，並提出論文通過考核，授予碩士學位。

- 博士學位班：招收具有碩士學位者，修業期限二至七年。應修學分數18學分（不含論文學分）以上。修畢應修課程，並通過資格審查及論文考核，授予博士學位。

## 課程
採學年學分制。原則上以授課滿18小時為一學分。科技大學四年制學生需修滿128學分，五年制專科生需修滿220學分，二年制 二專學生需修滿80學分，二技學生需修滿72學分。研究所碩士班學生需修滿24學分及完成碩士論文，博士班學生需修滿18學分及完成博士論文。
為落實技職教育務實致用特色，《技術及職業教育法》規定技專校院應強化職能導向課程，並與技術型高級中等學校、普通型高級中等學校附設專業群科、綜合型高級中等學校專門學程共同建立課程銜接機制，以利學生職能培養。

## 入學管道
科技大學採多元入學方案，考生可經由報考當年度的四技二專統一入學測驗或二技統一入學測驗，並以推薦甄試、技優甄保、聯合登記分發等方式，或直接報名參加部分學校舉辦的獨立招生以取得入學資格。
高中畢業生、技術型高級中等學校普通科或綜合高中學術導向畢業生，可透過報考當年度的大學學科能力測驗，並以此成績報名科技校院日間部四年制申請入學，可取得指定校系的入學資格。

## 外部連結
- 技術及職業教育司 （页面存档备份，存于）
- 高教創新（原高教技職簡訊） （页面存档备份，存于）
- 技職校院課程資源網 （页面存档备份，存于）
- 技訊網 （页面存档备份，存于）